# Миёси (Сайтама)
Миёси (яп. 三芳町 Миёси-мати) — посёлок в Японии, находящийся в уезде Ирума префектуры Сайтама. Площадь посёлка составляет 15,30 км², население — 38 399 человек (1 августа 2014), плотность населения — 2509,74 чел./км².

## Географическое положение
Посёлок расположен на острове Хонсю в префектуре Сайтама региона Канто. С ним граничат города Фудзими, Токородзава, Кавагоэ, Сики, Ниидза, Фудзимино.

## Население
Население посёлка составляет 38 399 человек (1 августа 2014), а плотность — 2509,74 чел./км². Изменение численности населения с 1980 по 2005 годы:
| 1980 | 28 978 чел. |  |
| 1985 | 31 567 чел. |  |
| 1990 | 35 067 чел. |  |
| 1995 | 35 607 чел. |  |
| 2000 | 35 752 чел. |  |
| 2005 | 37 050 чел. |  |

## Символика
Деревом посёлка считается Zelkova serrata, цветком — хризантема, птицей — полевой жаворонок.